# 遺言執行者 (ドイツ)
ドイツにおける遺言執行者（ドイツ語:Testamentsvollstrecker）は、遺言人が任命した遺産相続手続きを行う者である。遺言の執行に関する条文は民法典第2197条にある。

## 任命する理由
遺言執行者を任命する理由はいくつかある。
- 遺言者の意志を保護する（例：相続条件の観点から）
- 相続人を保護する（例：未成年者の場合）
- 相続財産の管理と分割の調停（複数の相続人、特に利害関係が合わない、非居住者の相続人の場合）

## 遺言執行者の任命
遺言執行者は遺言者が残した遺言や相続契約（民法典第2197条）によって任命される。あるいは、遺言執行者は遺言人と公証人によって承認される。(民法典第2198条）または遺言人の遺言によって遺言検認裁判所(民法典第2200条）が任命する場合もある。
遺言執行者の職務は遺言検認裁判所から依頼され拒否しなかった場合か、遺言者の依頼を受託することで始まる。依頼されても遺言執行者の職に就く義務は無い。

## 遺言執行者の義務
遺言者が特に何も遺言を残していない場合、遺言執行者は遺言者の意志を実行する義務がある(民法典第2203条）
遺産を相続人に配分する義務がある(民法典第2204条)
不動産を管理して分割や売却を行い遺産を配分する遺言執行者はAbwicklungsvollstreckerと呼ばれ、相続人同士で不動産をめぐる争いがある場合に任命される場合が多い。
相続人は任意に他の仕事を遺言執行者に任せることもできる。一定期間、相続人の不動産を管理する(民法典第2209条）この場合、遺言の恒久的な執行について合意すれば遺言執行者を行政執行者（相続人に対する日本で言う成年後見人のような者）として取り扱う。遺言の執行は一般的には遺言人の死後最大30年間は可能だが(民法典第2210条）相続人または遺言執行者が死亡するまで続けることもできる。恒久的な遺言の執行は、いわゆる障害者の相続人への遺言執行の一部として命じられることがよくある。
遺言人が相続人に何らかの義務の履行を残した場合、遺言執行者は相続人を管理する権限を持たずに遺産の恩恵を受ける相続人の義務の履行のみを監視する場合もある。
遺言執行者の仕事には相続税および贈与税法第31条5項による相続税申告書の提出と税務査定の通知を受けたらすぐに相続税を納付する義務がある。(相続税および贈与税法第32条1項）

## 遺言が執行された場合の不動産の管理
遺言執行者は独占的な相続財産の管理権限を有する(民法典2205条)
特に遺言人が所有する不動産と不動産に関係する財産を売却などの処分する権限がある。遺言執行者は適切な管理のために必要である限り、抵当権などの不動産に付随する負債を処理する権限がある。(民法典2206条)
原則として、遺言執行者は贈与やその他の無料処分を受ける権利は無い。したがって、不動産を処分する場合は同等の対価を受け取る必要がある。対価の同等性を評価する場合、遺言執行者は適切な管理の原則の枠組みの中で価格を決定する裁量権を持っている。
遺言人が別の方法で命令しない限り、遺言執行者は自分に遺産を相続させることを禁止されている。(民法典第181条)
遺言執行者は誰かに有利な遺産相続を執行して報酬を得ることを禁止されている。
相続人は監督上の執行などの例外を除いて遺言の執行中に自分で相続する不動産を処分することはできない。ただし、相続人には遺産に関する情報を要求するなどの特定の権利がある。判例では相続人が遺産に関する情報を不動産屋や銀行などの第三者から入手することができる。遺言執行者による相続人に無許可の財産処分を防ぐために遺言の執行順序は相続証明書に記載されている。

## 遺言執行者の解任
遺言検認裁判所は、正当な理由がある場合、利害関係者の要請により遺言執行者を解任する事が出来る。(民法典第2227条)
理由は、特に重大な義務違反または職務を適切に執行できない場合による。不作為は、怠慢から生じる可能性があるが、不動産を適切に処理できないことからも生じる可能性がある。

## 遺言執行者の報酬
遺言執行者は、遺言人が特別な決定をしない限り、適切な報酬を要求することができる(民法典第2221条)
遺言人は遺言執行者との合意によって報酬の額を決定することができる。
遺言執行者の報酬額に関して遺言者による具体的な遺言の取り決めがない場合、紛争が発生した場合は1925年からの「レニッシュテーブル」や、2004年からの「遺言執行者の報酬のためのドイツ公証人協会の勧告」（追加料金と割引あり）などを元に判例を考慮してパーセンテージを決めます。ただし、費やした時間に基づく報酬も考慮される。

## 実行証明書
申請時に、遺言検認裁判所は、遺言執行者に任命証明書（執行証明書）を発行する必要がある。（民法典第2368条）。遺言執行者の証明書は、遺言人または遺言検認裁判所によって任命された遺言執行者の人を確認するが、事務所は受理から始まる。相続証明書に関する規則は、遺言の執行証明書に応じて適用される（民法典第2368条）。したがって、相続証書と同様に、遺言執行者の証明書は正しいと推定される。（民法典第2365条）および公の信念（ 民法典第2367条）

## 遺言執行者の身分と資格
遺言執行者の活動は法務サービス法(Rechtsdienstleistungsgesetz、略称:RDG)の第5条2項1によって一般的に許可されている法律行為で弁護士のような法曹資格を必要としない。
税法の扱いでは遺言執行者が受け取る手数料は自営業の所得とみなされる。（所得税法第18条1項3）
誰でも遺言執行者になることができます。もう一つの問題はその人が適しているかどうかです。
- 遺言人よりもかなり若い
- ビジネス経験がある
- 可能であれば、自分の利益なしに行動する
- 健康である

ほとんどの遺言執行者は遺言人の親友です。
弁護士などのプロの遺言執行者もいるが、必ずしも弁護士である必要はありません。多くの場合、税理士もこの仕事を引き受けます。銀行員などの利害関係者が顧客に自分自身を遺言執行者に推薦することもあります。遺言者は遺言の執行が本当に必要かどうかを注意深く調べる必要があります。
遺言および資産の執行に関する作業部会(z. B. Arbeitsgemeinschaft Testamentsvollstreckung und Vermögenssorge e.V.、略称：AGT)やドイツ継承法および資産承継協会（Deutschen Vereinigung für Erbrecht und Vermögensnachfolge、略称：DVEV）は研修終了後に公的な資格ではない遺言執行者の資格を授与します。
この資格認定は必ずしもその人が遺言執行の実務経験を持っていることを意味するものではありません。
ドイツ連邦裁判所は申請者が遺言執行の分野で実際に実務経験を持っていない場合でも「認定遺言執行者」を名乗ることは専門家および関係者の誤解を招く表現の禁止規定に違反していないと判断している。

## 参考資料
- Bengel/Reimann: Handbuch der Testamentsvollstreckung, 4. Aufl., München 2010, Verlag C.H. Beck、 ISBN 978-3-406-56206-8
- Haegele/Winkler: Der Testamentsvollstrecker. Walhalla-Fachverlag, ISBN 3802974530
- Rott/Kornau/Zimmermann: Testamentsvollstreckung. Gabler Verlag, ISBN 3834907219

## リファレンス
1. ↑  Urteil des Bundesgerichtshofs vom 11. November 2004, Aktenzeichen I ZR 213/01 (BGH-Urteil vom 11. November 2004) und I ZR 182/02 (BGH-Urteil vom 11. November 2004)
2. ↑  Urteil des Bundesgerichtshofs vom 9. Juni 2011, Aktenzeichen I ZR 113/10 (BGH-Pressemitteilung Nr. 102/11 vom 14. Juni 2011), veröffentlicht unter anderem bei JurPC Web-Dok. 31/2012, Abs. 1 - 24